# Hành vi hù dọa ở động vật

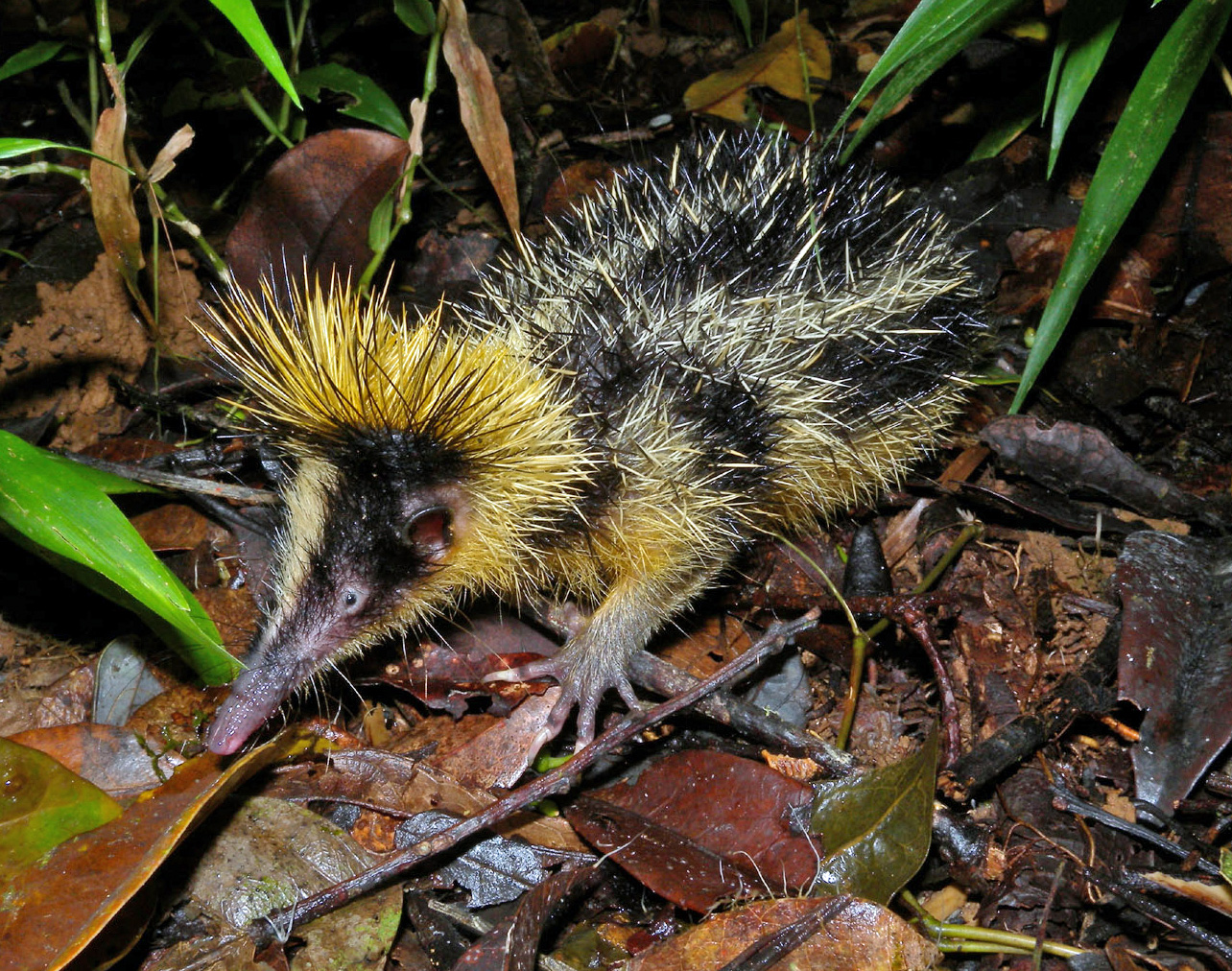
Một con thú lông nhím (Hemicentetes semispinosus) đang xù lông đầy vẻ đe dọa, thực tế chúng là loài vô hại và nhút nhát

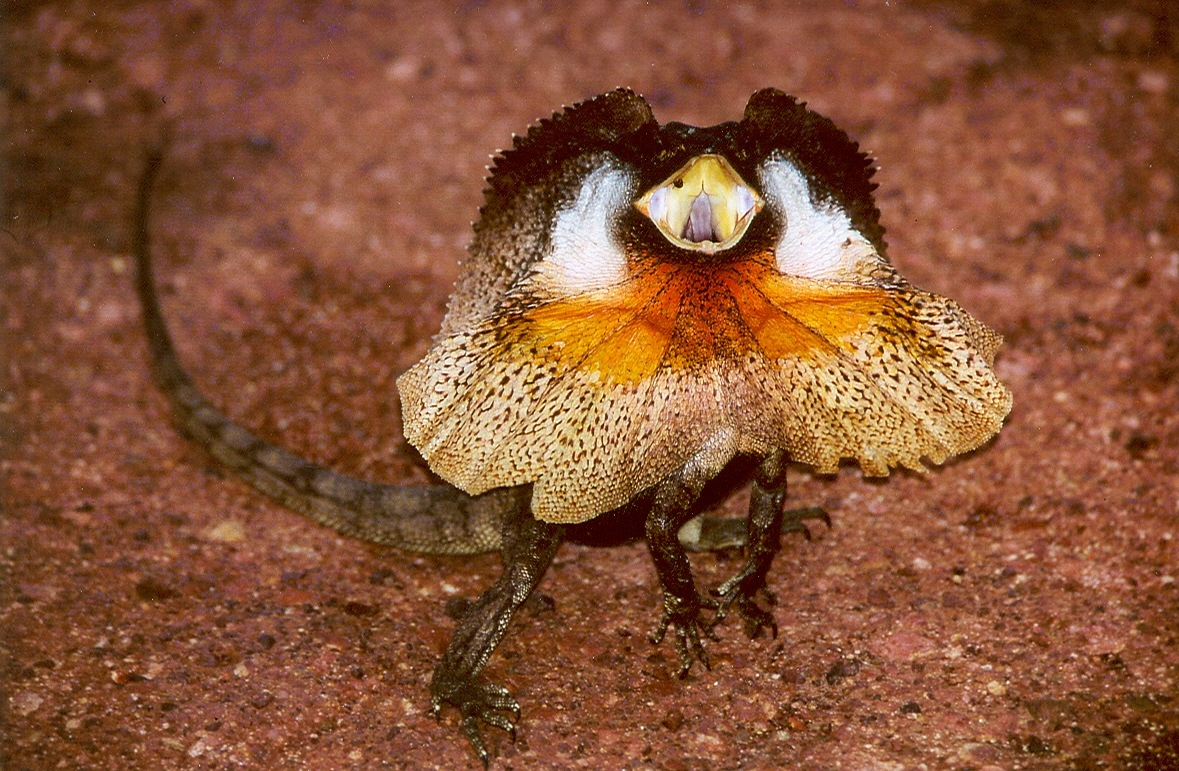
Một con tắc kè phồng mang trông dữ tợn

Hành vi hù dọa (Deimatic) là hành vi của một con vật vô hại cố tình tạo ra một cảnh đe dọa hoặc phô bày các bộ phận có màu sắc rực rỡ của cơ thể để dù dọa, uy hiếp một kẻ thù hoặc đối thủ, việc hù họa này cũng có thể tạo ra hiệu ứng dữ dội từ những đường nét (Shape) trên cơ thể, thông thường là phần đầu, mặt. Một số động vật có thể sử dụng việc lừa dối chiến thuật, với hành vi được triển khai theo cách mà các loài động vật khác hiểu sai những gì đang xảy ra với lợi thế của tác nhân. Một số bằng chứng cho điều này là giai thoại, nhưng các nghiên cứu thực nghiệm về cho thấy rằng một số loài động vật đã thực viện hành vi đánh lừa và đây là biểu hiện của cơ chế tự vệ của động vật.

## Điển hình
Một số loài động vật có chiến thuật làm cho chúng to lớn hơn để hù họa kẻ tấn công hoặc quấy rầy, những loài chim thường xù lông lên làm chúng to lớn hơn, một số loài thằn lằn có mào thì xòe mào ra, các loài ếch, nhái, cóc thì cố bơm không khí vào và làm chúng phình to ra. Chim công trống rực rỡ với cái đuôi xòe ra những họa tiết phức tạp cùng con mắt màu ngọc xanh, nó còn là vũ khí tự vệ cho chim công khi gặp kẻ thù. Chúng sẽ thị uy và mê hoặc kẻ thù. Kích thước to hơn nhờ xòe lông cùng những con mắt như mê hoặc kẻ thù sẽ giúp chim công an toàn. Loài cá nóc nhím (Diodon nicthemerus) trông từa tựa như loài cá phồng, có điều, gai của chúng bao phủ hết các vùng da trên cơ thể. Khi bị một loài cá lớn hơn đe dọa, chúng sẽ phồng mình lên giống như loài cá phồng nhằm làm sụp đổ ý đồ của kẻ thù.
Rắn rào ngọc bích Boiga jaspidea mặc dù là loài rắn không độc nhưng nó có khả năng bắt chước một số loài rắn độc khi bị đe dọa bằng cách phình to phần đầu ra để hù dọa kẻ thù và phát ra những âm thanh đe dọa để tìm cách lẩn trốn. Thằn lằn quỷ gai có thể thổi phồng cơ thể lên. Chúng thổi phồng ngực bằng không khí để làm cho mình lớn hơn và khó khăn hơn cho kẻ săn mồi. Khi một con linh cẩu uy hiếp đàn con báo săn mẹ sẽ cố gắng chống lại, dọa dẫm và có thể đuổi được con linh cẩu đi, chúng có thể dọa và đuổi linh cẩu đi trong khi linh cẩu là một mãnh thú lớn hơn, khỏe hơn, nguy hiểm hơn và là một chiến binh giỏi hơn, nó được giúp sức bởi hai vệt đen hình giòng lệ ở bên dưới mắt, báo săn là loài vật duy nhất thuộc họ mèo có vệt dài hình dòng lệ từ khóe mắt đến khóe miệng, các vệt dài này khuếch đại các đường nét trên khuôn mặt và trông chúng như dữ tợn hơn. Do đó nếu nó gầm gừ, khè khè hay giận dữ thì những vệt hình dòng lệ sẽ khiến nó trông có vẻ hung tợn và có thể làm cho con linh cẩu to hơn bỏ đi.